# 沖悠哉
沖悠哉（日语：沖 悠哉；1999年8月22日—），日本足球運動員，司職守門員，現效力日職球隊鹿島鹿角。

## 俱樂部生涯
第29届日本U15大会于24日决赛，鹿岛鹿角依靠防守进入决赛，最终2-1清水心跳拿下冠军，门将冲悠哉成为MVP。
冲悠哉是鹿岛鹿角青训系统出身，日本U-19国家队成员。
鹿岛鹿角官方宣布，青年队门将冲悠哉将在2018年升级至一队。

## 外部連結
- 沖悠哉在Transfermarkt上的资料
- Soccerway資料庫：沖悠哉